# Micraira multinervia
Micraira multinervia är en gräsart som beskrevs av Michael Lazarides. Micraira multinervia ingår i släktet Micraira och familjen gräs. Inga underarter finns listade i Catalogue of Life.